# Museo archeologico di Medma
Il museo archeologico di Medma a Rosarno è il museo sorto intorno al parco archeologico di Medma, che prende il nome dall'antica città magnogreca di Medma. Il museo è stato inaugurato nell'aprile del 2014.